# 南澳櫛鱗鰨
南澳櫛鱗鰨為輻鰭魚綱鰈形目鰨亞目鰨科的其中一種，為亞熱帶海水魚，分布於東印度洋澳洲南部海域，棲息深度20-30公尺，體長可達14公分，棲息在底層水域，生活習性不明。